# Prunus pedunculata
Prunus pedunculata är en rosväxtart som först beskrevs av Pall., och fick sitt nu gällande namn av Carl Maximowicz. Prunus pedunculata ingår i släktet prunusar, och familjen rosväxter. Inga underarter finns listade i Catalogue of Life.